# 澳大利亞地方政府

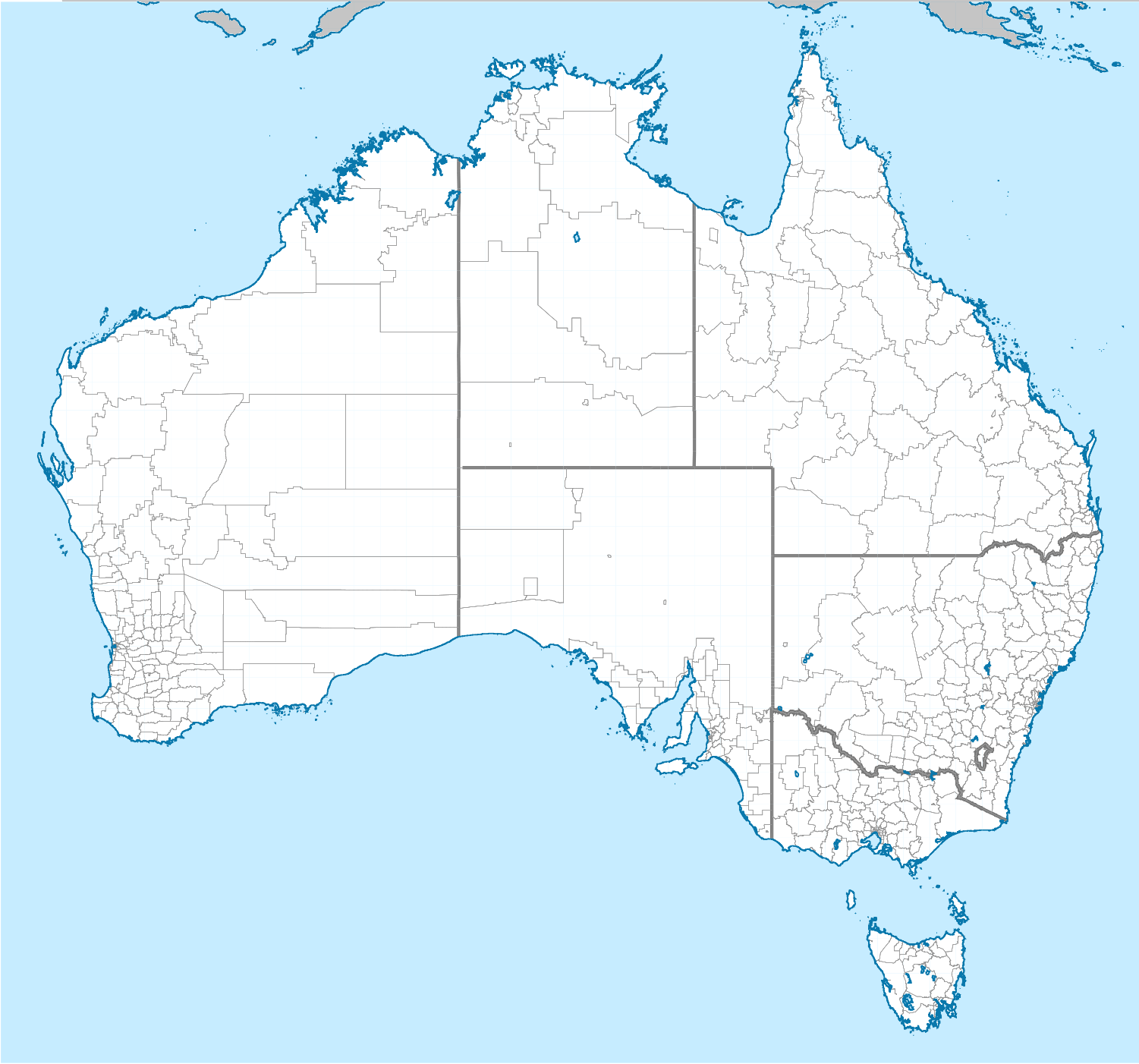
澳大利亚地方政府区域总览：淡灰色线为地方政府区域边界，深色线为州级行政区边界。

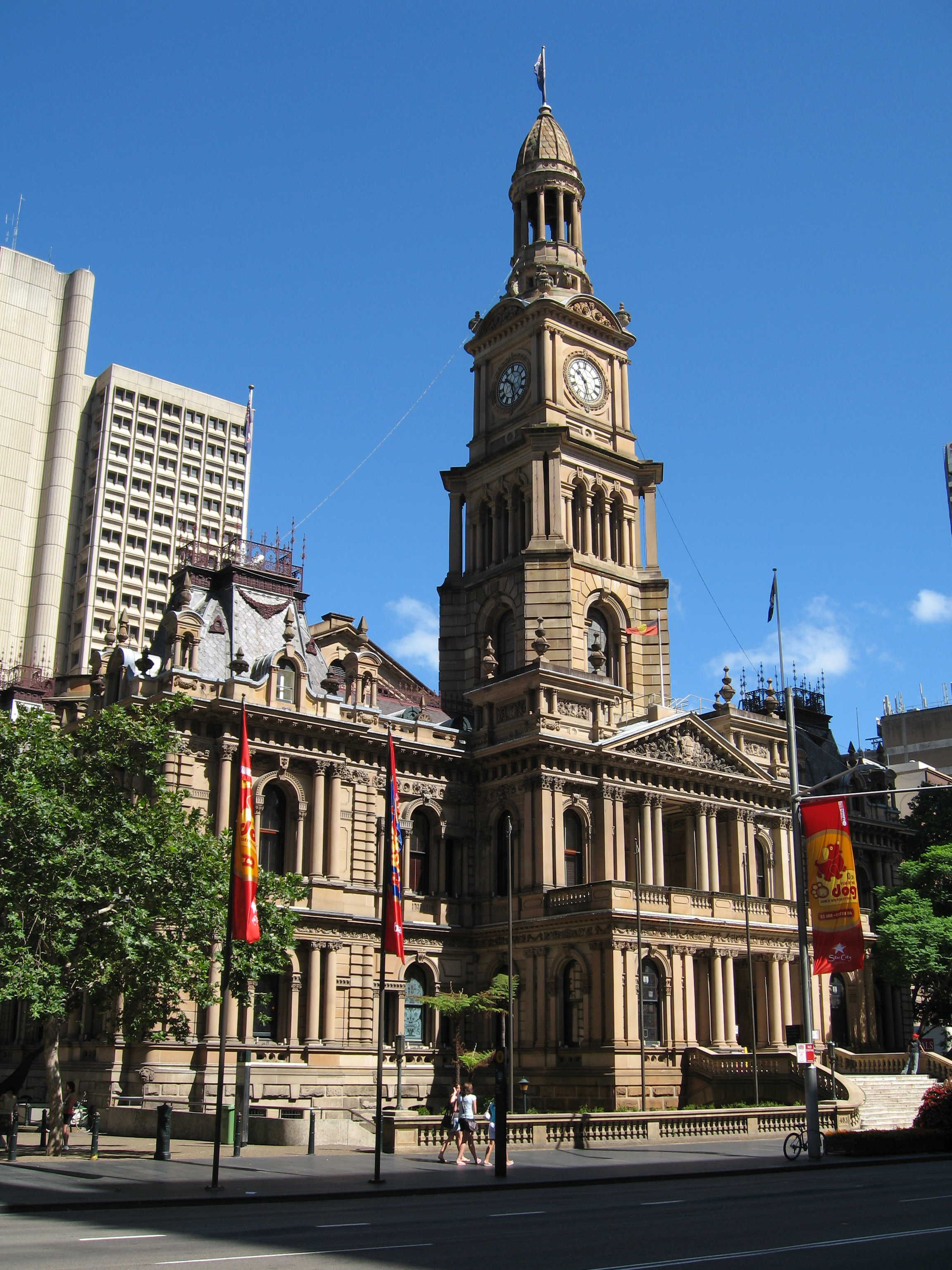
管轄悉尼市中心的地方政府——悉尼市駐地，悉尼市政廳

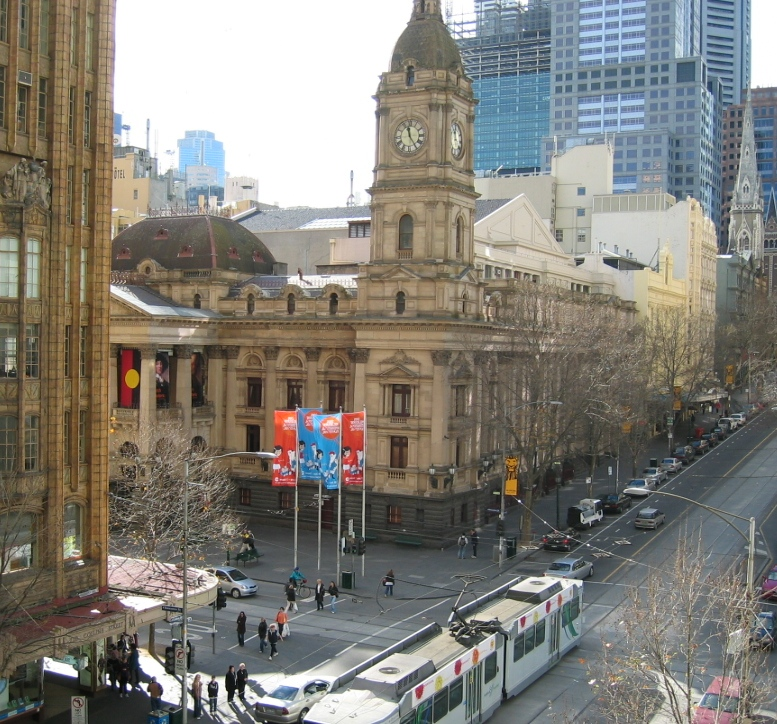
管轄墨爾本市中心的地方政府——墨爾本市駐地，墨爾本市政廳

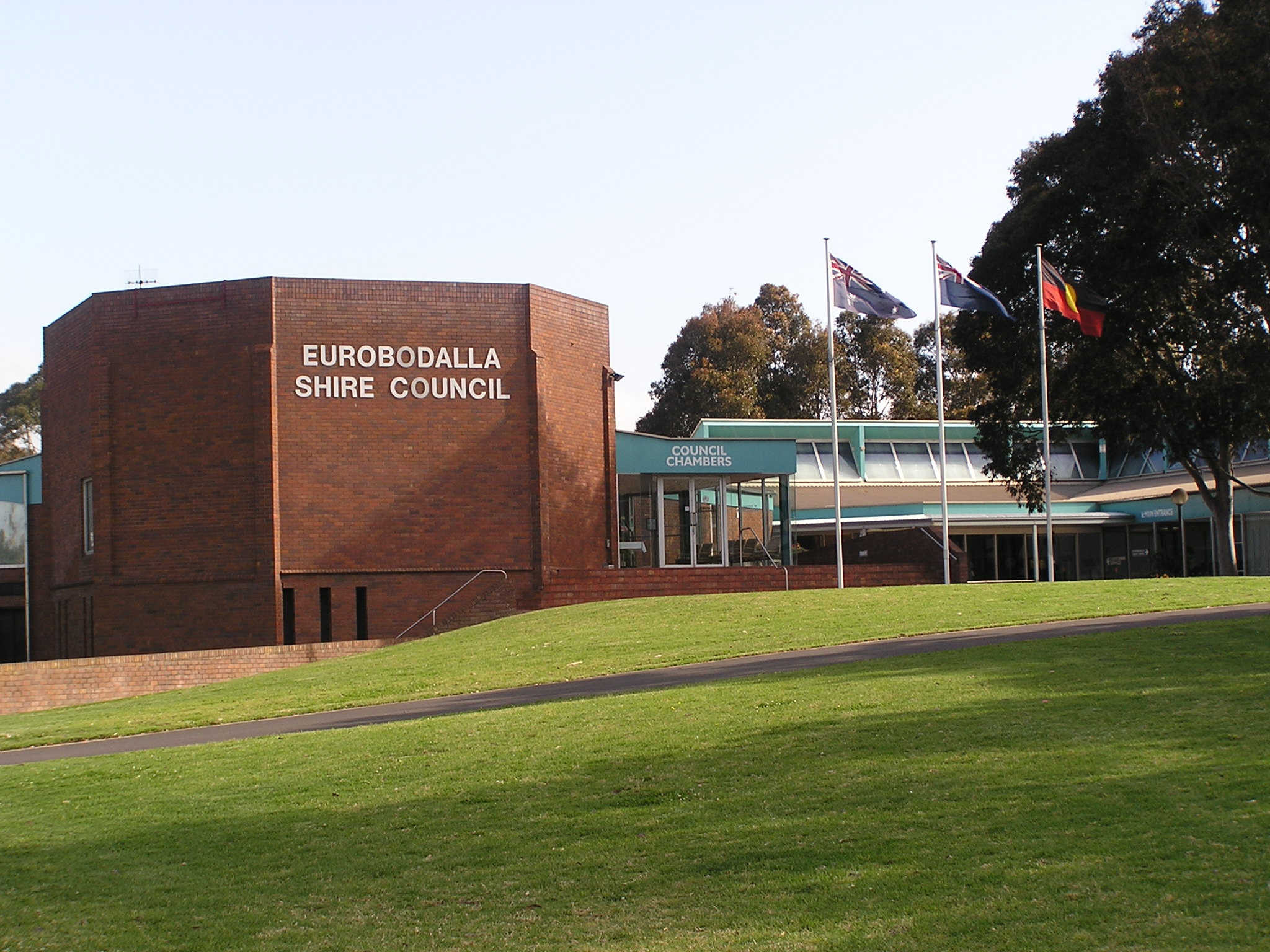
位于新南威爾斯州南海岸鄉村地區的尤羅博達拉郡（Eurobodalla）公所

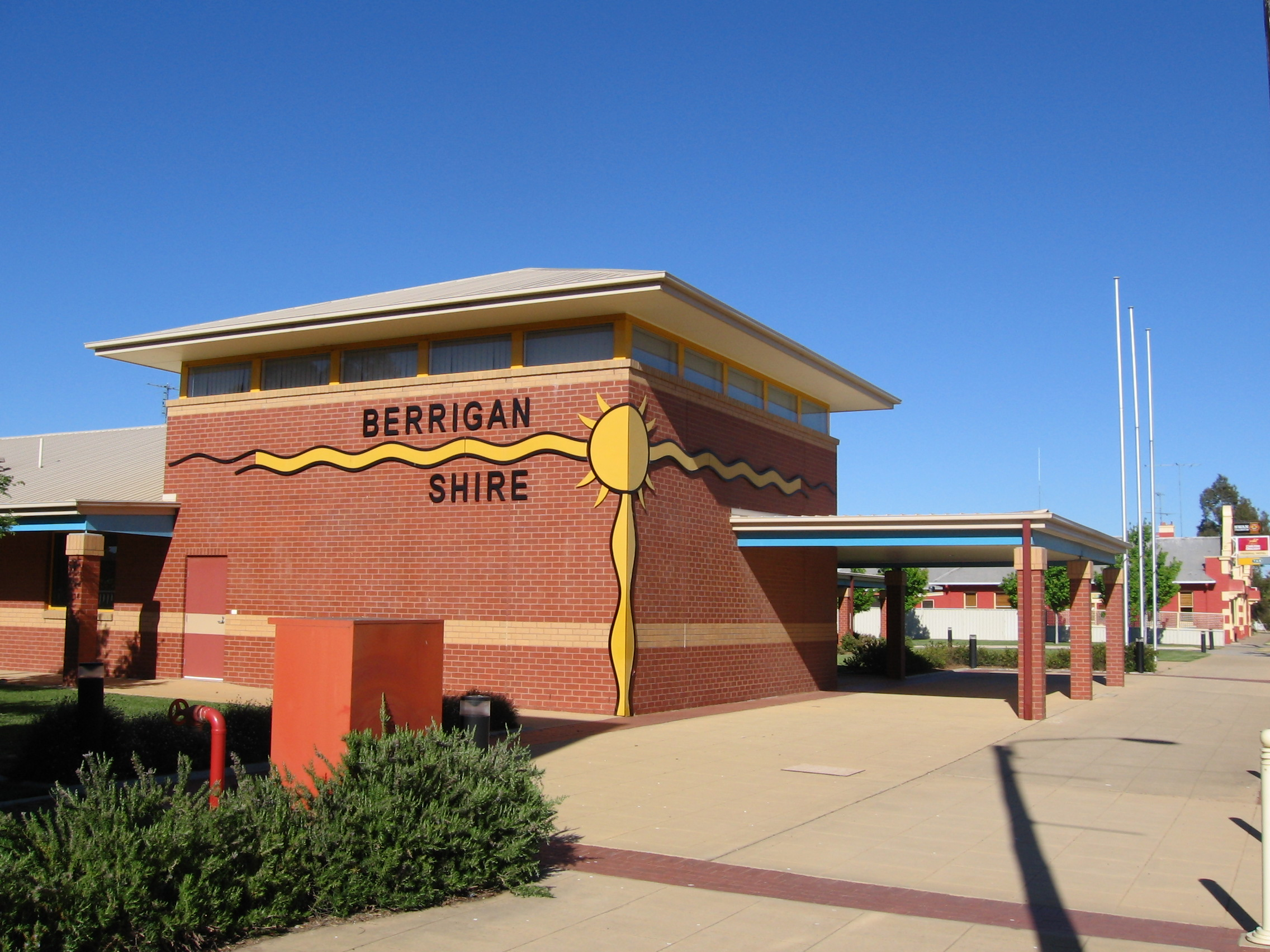
位于新南威爾斯州南部内陸地區的貝禮甘郡（Berrigan）公所

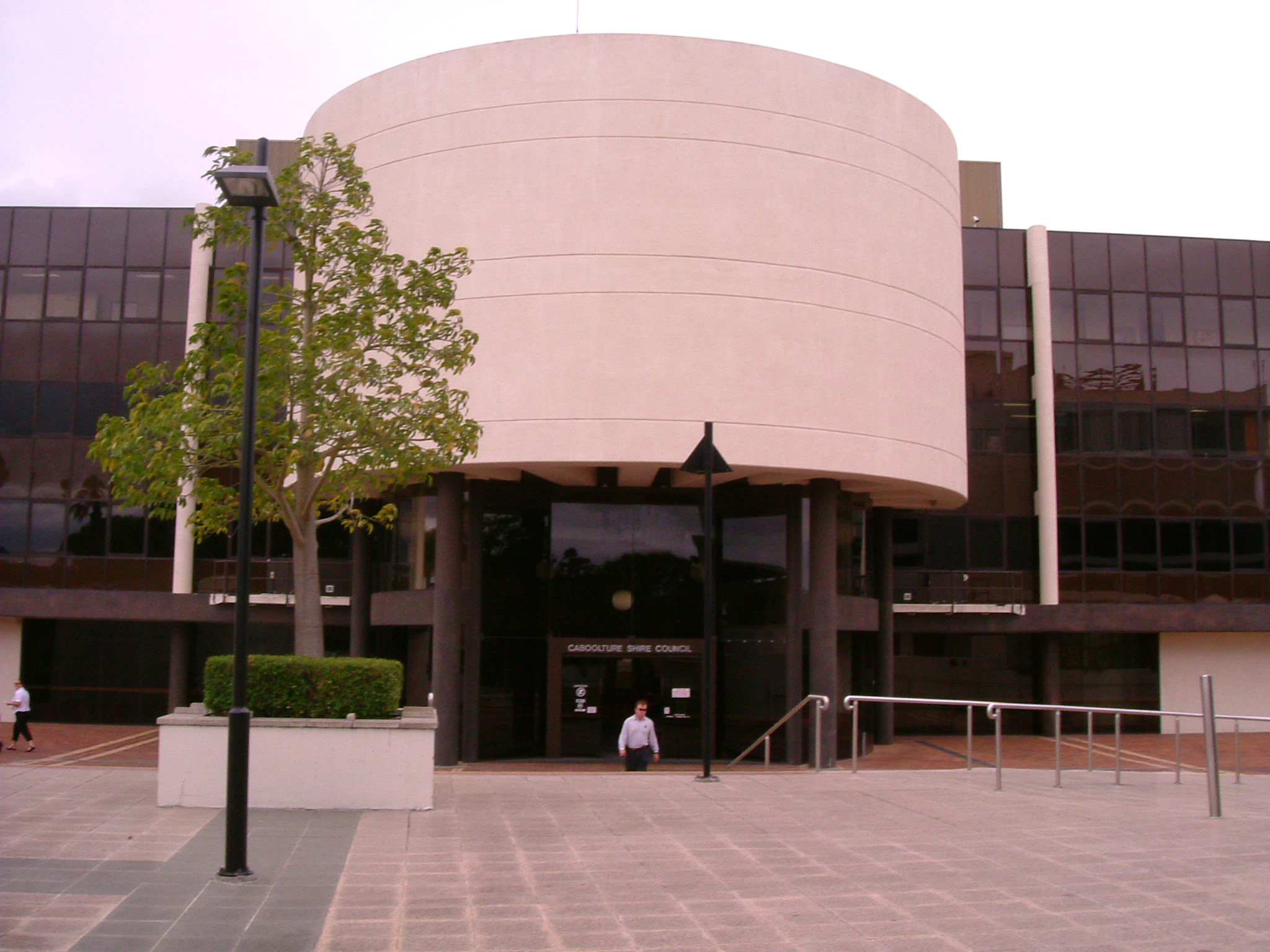
昆士蘭州中部卡布澈（Caboolture）郡政府駐地

地方政府（英語：Local government）是澳大利亞政体内的第三級政府（类似于美国的县政府），之上分别是第一級的聯邦政府（federal government）和第二級的州/領地政府（state/territory government）。澳大利亚的地方政府主要负责管理社区级别的公共设施、土地使用和民生服务，是纯粹的行政单位，除了能够制定少数法规条例外不设有立法和司法机关，而且也不像美国那样拥有专属自己的治安官机构执法。
地方政府區域（英語：Local Government Area）是澳大利亚联邦（尤其是澳大利亞統計局）對各地方政府轄區的通稱。因为联邦政府只负责对外和覆盖澳洲全境的事务，并不具体服务于各地民生，对地方也没有完整的（甚至完全没有）司法、立法和行政权力，所以澳大利亞境内虽有三级政府但只有两个级别的行政区划——州和领地是澳大利亚的一级行政区，地方政府区域为二级行政区。
地方政府区域还会进一步细分为多个可能邮政编码不同、类似乡级的基层社区，称为郊区（suburb）或住区（locality）。与美国、加拿大等国家和英国部分地区“县下分市/区”的两级制地方政府不同，澳大利亚的地方政府区域都是“县市一体”的基层政权辖区，是澳大利亚政体中最小的官方行政区域，因此所有郊区和住区都属于非行政区域，统一归属相应的地方政府管理。

## 各州名称和数量
各州和自治領地在劃分地方政府區域時有相當大的自主權，因此各州和領地的地方政府建制名稱大有出入。此外，在每個州和領地内部，也根據各個地方政府區域的性質不同（例如歷史、城鎮化程度等）使用不同的名稱。（聯邦政府負責非自治領地的地方政府职责，虽然这些地方不划作正式的地方政府區域，但其政府机构也使用类似的名稱。）較常見的行政區劃名稱有：
- 叫“市”（city）的區域一般是城鎮化程度較高的地區，包括自治市（municipality）、鄉村市（rural city）等，其中“市”的名稱是由皇家或州級政府授予的榮譽，象徵該區域在歷史、文化、經濟等方面的重要性。
- 叫“郡”（shire）的一般是農業較集中的鄉村地區，有些因为城市蔓延已經演變成大城市远郊的高度城市化地區。
- 叫“區”（district）或“地區”（region）的，一般是人口密度較低的偏远地區.
- 叫“鎮區”（borough）與“鎮”（town）的，一般是城郊或鄉村的小有规模的集镇。

此外由于近年改革，部分地方政府区域失去了特别的正式的名称，只统称为“地方政府区域”。因为地方政府区域都有地方议会作为地方政府，因此这些区域一般即通称为“议会”（council）：例如“欧本议会”不仅指当地的政府，也可指该地方政府区域本身。此外有些偏远地区未划入任何地方政府区域，属上级政府直接管辖。
澳大利亚首都领地没有划分地方政府区域，当地的地方政府职能由堪培拉的州级领地政府机构负责。澳大利亚统计局则将整个首都领地定义为“非建制的”（unincorporated）地方政府区域。
| 名称                           | 新州 | 维州 | 昆州 | 西澳 | 南澳 | 塔州 | 北领地 | 首都 | 总数 |
| ------------------------------ | ---- | ---- | ---- | ---- | ---- | ---- | ------ | ---- | ---- |
| 镇区（borough）                |      | 1    |      |      |      |      |        |      | 1    |
| 市（city）                     | 28   | 33   | 7    | 29   | 21   | 6    | 2      |      | 126  |
| 议会（council）                | 28   |      |      |      | 15   |      |        |      | 43   |
| 区议会（district council）     |      |      |      |      | 25   |      |        |      | 25   |
| 自治市（municipality）         | 6    |      |      |      |      | 23   | 3      |      | 32   |
| 地区议会（regional council）   | 8    |      |      |      | 4    |      | 9      |      | 21   |
| 鄉村市（rural city）           |      | 6    |      |      | 1    |      |        |      | 7    |
| 郡（shire）                    | 58   | 39   | 28   | 104  |      |      | 3      |      | 232  |
| 镇（town）                     |      |      | 1    | 8    | 2    |      |        |      | 11   |
| 土著议会（Aboriginal council） |      |      |      |      | 5    |      |        |      | 5    |
| 土著郡（Aboriginal shire）     |      |      | 12   |      |      |      |        |      | 12   |
| 地区（region）                 |      |      | 30   |      |      |      |        |      | 30   |
| 未划分                         | 2    | 10   |      |      | 1    |      | 5      | 1    | 19   |
| 总数                           | 130  | 89   | 78   | 141  | 74   | 29   | 22     | 1    | 564  |

## 统计和增减
澳大利亞聯邦政府根據各州及領地總匯而出的統計資料，以提振地方政府的財政狀況與永續經營為考量，增減了「地方政府區域」的數量和所治理轄境的大小；最主要的內容是統計與各地方相關的數據，並做為政治制度、都市計畫、交通建設、教育政策、文化投資、教育政策、福利制度、法令修訂、便民措施，乃至於選舉方面的重要參考資料。
在新南威爾斯州和南澳大利亞州，已不復見Shire和Municipality的名稱，而是根據LGA以「區域」（Areas）來泛稱；所以許多從悉尼、阿德雷德兩大城市劃分出來的地方政府即未冠予Municipal之名而直稱以Council。再者，由於澳大利亞政制是實行西敏制，自殖民時期即採議會政治，行政部門的首長皆由地方議員出任，所以澳大利亞英語中的地方「議會」（council）即是地方政府（local government）。
惟增減「地方政府區域」的責任屬於州政府和與州相當的北領地政府。劃分時，皆以民情與歷史相近、能創造財政盈餘、可永續發展為原則。
經歷行政改革後，澳大利亞也有了更明確的3等行政層級，即：聯邦（Commonwealth）、州（State）和地方（LGA）；使得州政府對於州內的立法和督導也有了更重大的權限與責任。實際上，州政府則將權責下放予地方政府。例如昆士蘭州在通過行政改革法案後，賦予了地方政府能各別審議和推廣與地方共識有關的法案；而非如過去般，以州政府的角度來施政，不僅在地方上促進了百姓、社會聞人、事業經營者和負責施政者之間的對話，也增添了促使地方進步的活力。

### 新南威爾士

新南威爾斯州的地方政府區域之劃分圖

新南威爾斯州有152個地方政府區域，還有稱為Unincorporated Far West的「未劃定遠西地區」和「霍伊閣下島」未劃定層級，直接由州政府負責規範和施政。州內的地方政府實際上有市、自治市、郡、區等區別，但行政上則分為二：
- 市（city）
- 區域（area）

### 北領地

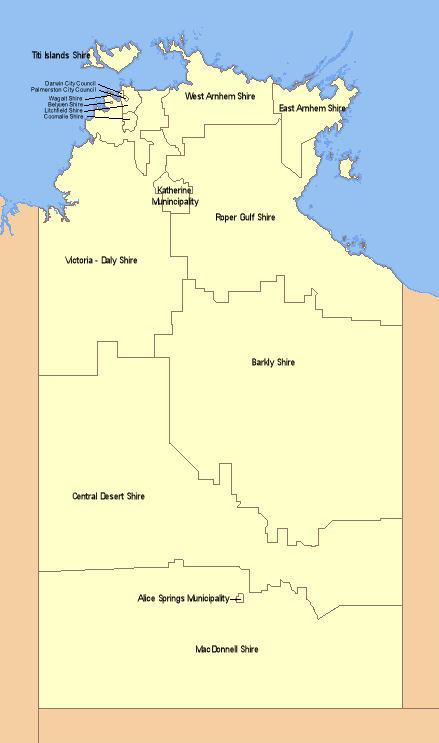
北領地的地方政府區域之劃分圖

北領地有17個地方政府區域，還有數個位於達爾文地區和澳大利亞中央地區、稱為unincorporated area的「未自治區域」直接由州政府負責規範和施政。領地內的地方政府名稱有：
- 市（city）
- 鎮（town）
- 郡（shire）

### 昆士蘭

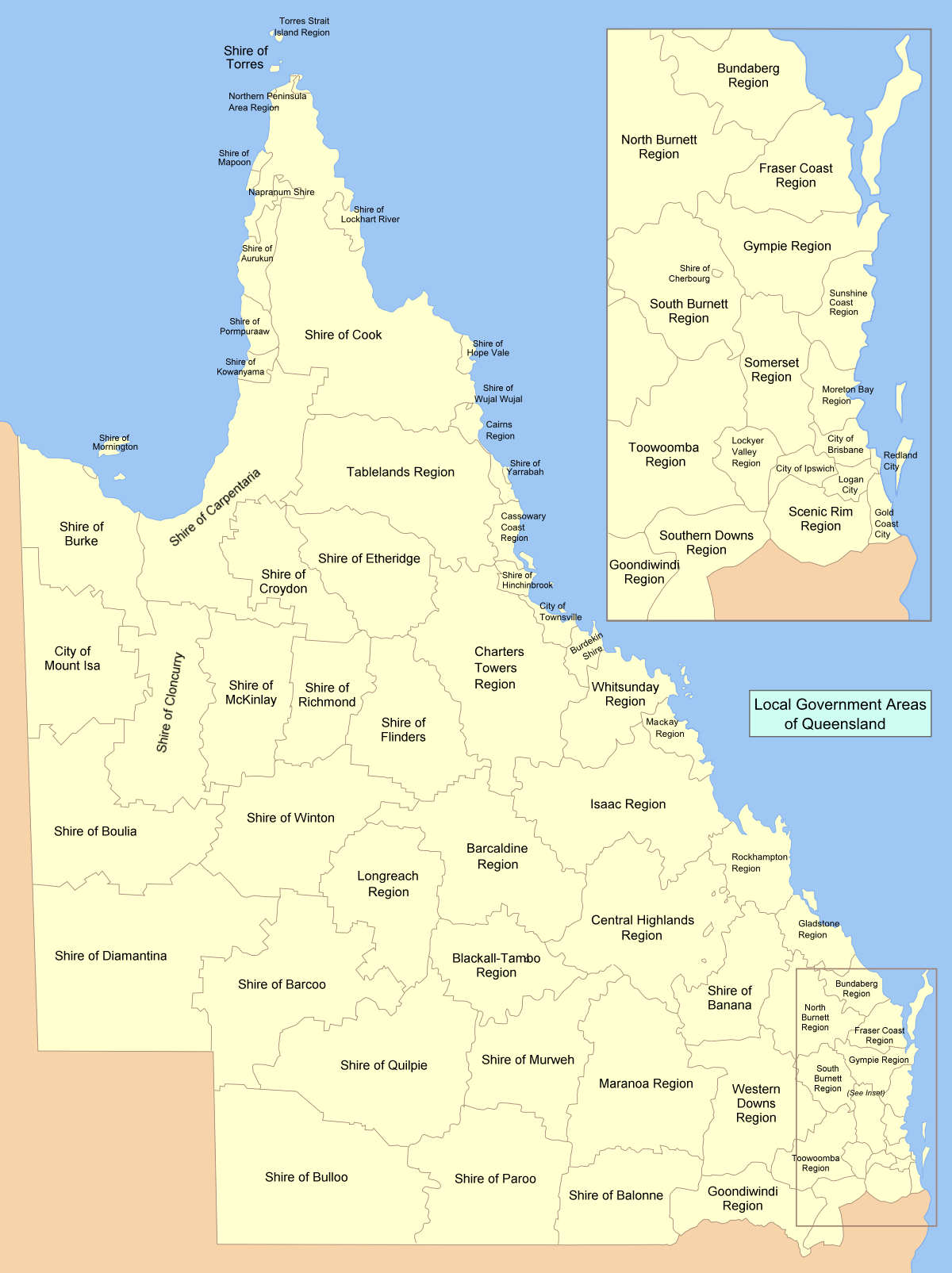
昆士蘭州的地方政府區域之劃分圖

昆士蘭州有74個地方政府區域。州內的地方政府名稱有：
- 市（city）
- 區（region）
- 郡（shire）
- 鎮（town）
- 島議會（island council）

### 南澳大利亞

南澳大利亞州的地方政府區域之劃分圖

南澳有69個地方政府區域。州內的地方政府名稱有：
- 市（city）
- 農村型城市（rural city）
- 自治市／自治議會（municipality／municipal council）
- 區域議會（district Council）
- 地區議會（regional Council）
- 原住民議會（aboriginal Council）

特別的是以Outback Areas Community Development Trust為名的「偏遠地區社會發展託管地」則含概了州內一半以上的轄境，直接由州政府負責規範和施政

### 塔斯曼尼亞

塔斯曼尼亞州的地方政府區域之劃分圖

塔斯曼尼亞州有29個地方政府區域。州內的地方政府名稱有二：
- 市（city）
- 自治市（municipality）

### 維多利亞

維多利亞州的地方政府區域之劃分圖

維多利亞州有79個地方政府區域。州內的地方政府名稱以：
- 市（metropolitan City）
- 乡村市（Rural City）
- 鎮区（Borough）
- 郡（Shire）

其中位於吉朗地區外圍的Borough of Queenscliffe是全州和全國唯一以「Borough」為名的地方政府。

### 西澳大利亞

西澳大利亞州的地方政府區域之劃分圖

西澳有142個地方政府區域，其中包括了聖誕島（Christmas Island）和可可斯群島（Cocos Islands）。州內的地方政府名稱以：
- 市（City）
- 鎮（Town）
- 郡（Shire）

### 其他領土

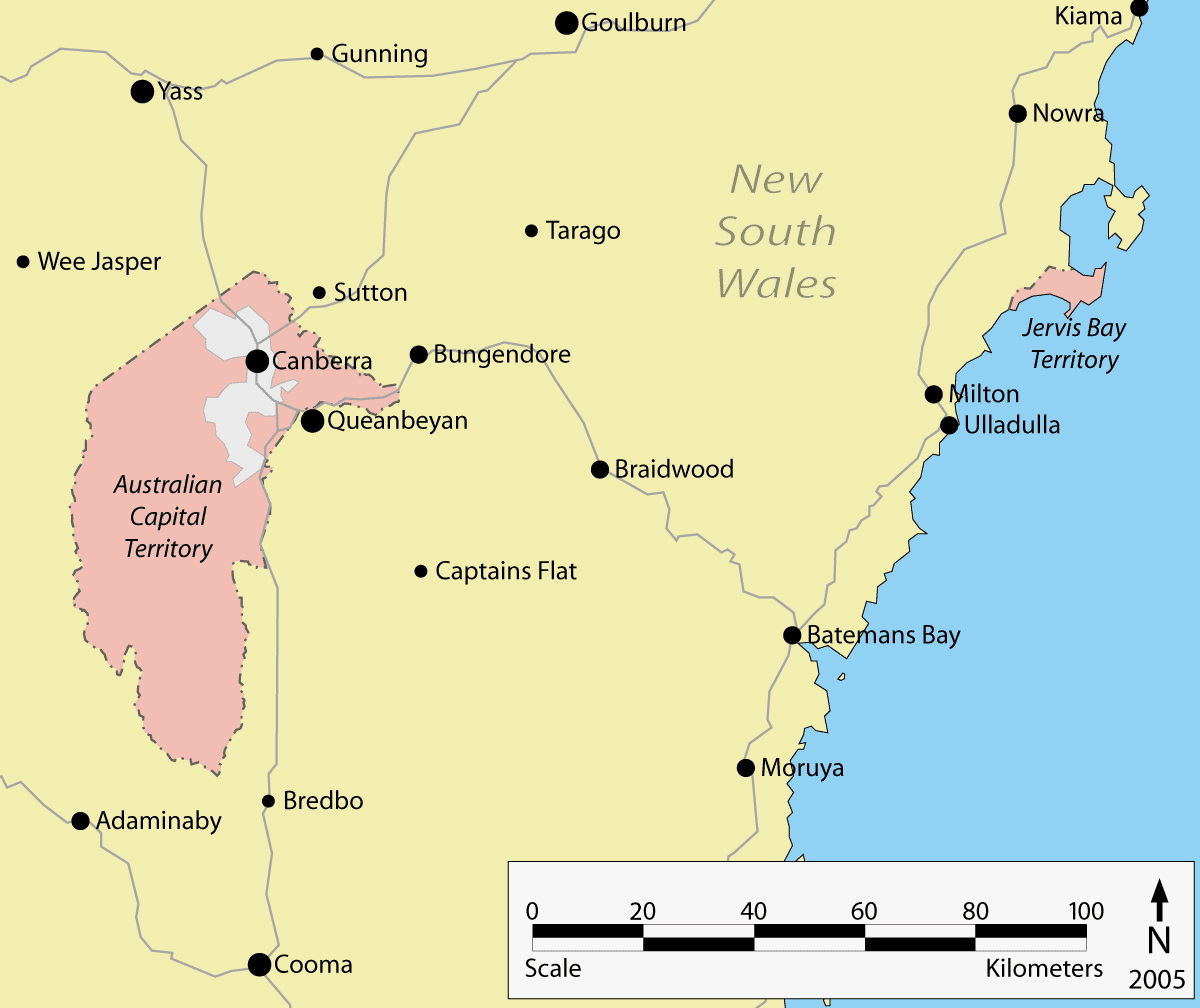
澳大利亞首都特區和傑維斯灣領地之位置圖

澳大利亞首都領地、傑維斯灣領地和其他領地並未另予設置地方政府區域，而由领地政府或聯邦政府直轄之。
诺福克岛领地也设置地区议会，由新南威尔士州监督。